# Grand Prix Pino Cerami 1996
Il Grand Prix Pino Cerami 1996, trentaduesima edizione della corsa, si svolse il 12 aprile su un percorso di 194 km, con arrivo a Wasmuel. Fu vinto dall'italiano Marco Serpellini della Panaria-Vinavil davanti agli svizzeri Beat Zberg e  Felice Puttini.

## Ordine d'arrivo (Top 10)
| Pos. | Corridore            | Squadra                     | Tempo    |
| ---- | -------------------- | --------------------------- | -------- |
| 1    | Marco Serpellini     | Panaria-Vinavil             | 4h37'00" |
| 2    | Beat Zberg           | Carrera-Longoni Sport       | a 10"    |
| 3    | Felice Puttini       | Refin-Mobilvetta            | s.t.     |
| 4    | Mauro Bettin         | Refin-Mobilvetta            | a 19"    |
| 5    | Giovanni Lombardi    | Team Polti                  | s.t.     |
| 6    | Alessandro Bertolini | Brescialat-Verynet          | s.t.     |
| 7    | Brian Holm           | Team Deutsche Telekom       | s.t.     |
| 8    | Stéphane Hennebert   | Cedico-Ville de Charleroi   | s.t.     |
| 9    | Marco Milesi         | Brescialat-Verynet          | s.t.     |
| 10   | Geert Verheyen       | Vlaanderen 2002-Eddy Merckx | s.t.     |